# Хобби (песня)
«Хобби» — песня российской певицы Анны Асти и российского эстрадного певца Филиппа Киркорова, выпущенная 29 апреля 2022 года в качестве сингла. Музыкальное mood видео на песню вышел в тот же день, что и сингл.

## Отзывы критиков
Алексей Мажаев из InterMedia написал, что «драматический потенциал текста („снова жжёшь нервы, если так, что же? Лучше быть полной стервой, чем дать себя уничтожить“) расходуется вхолостую, ибо напрямую не ассоциируется ни с кем из исполнителей, из-за чего „провисают“ и все остальные усилия: утяжелённая аранжировка, страдающий вокал Анны, знакомый голос Киркорова», а мелодию он бы «не назвал с ходу запоминающейся».

## Чарты

### Еженедельные чарты
| Чарт (2022)                     | Высшая позиция |
| ------------------------------- | -------------- |
| Латвия (EHR Русские хиты)       | 1              |
| Россия (TopHit All Media Hits)  | 8              |
| Россия (TopHit Radio Hits)      | 28             |
| Россия (TopHit YouTube Hits)    | 3              |
| Москва (TopHit Radio Hits)      | 49             |
| Украина (TopHit All Media Hits) | 22             |
| Украина (TopHit YouTube Hits)   | 15             |

### Ежемесячные чарты
| Чарт (2022)                     | Высшая позиция |
| ------------------------------- | -------------- |
| Россия (TopHit All Media Hits)  | 12             |
| Россия (TopHit Radio Hits)      | 34             |
| Россия (TopHit YouTube Hits)    | 4              |
| Москва (TopHit Radio Hits)      | 63             |
| Украина (TopHit All Media Hits) | 26             |
| Украина (TopHit YouTube Hits)   | 16             |

### Годовые чарты
| Чарт (2022)                     | Позиция |
| ------------------------------- | ------- |
| Россия (TopHit All Media Hits)  | 39      |
| Россия (TopHit Radio Hits)      | 199     |
| Россия (TopHit YouTube Hits)    | 12      |
| Украина (TopHit All Media Hits) | 192     |
| Украина (TopHit YouTube Hits)   | 55      |

## История релиза
| Регион | Дата           | Формат                      | Лейбл      | Ист.   |
| ------ | -------------- | --------------------------- | ---------- | ------ |
| Мир    | 29 апреля 2022 | Цифровая загрузка, стриминг | без лейбла | [ 20 ] |
| СНГ    | 6 мая 2022     | Радиоротация                | без лейбла | [ 21 ] |